# Phyllospongia cyathina
Phyllospongia cyathina är en svampdjursart som först beskrevs av Jean-Baptiste Lamarck 1814.  Phyllospongia cyathina ingår i släktet Phyllospongia och familjen Thorectidae. Inga underarter finns listade i Catalogue of Life.